# Demir Kapija
Demir Kapija é um município localizado na Macedônia do Norte. De acordo com o último censo nacional macedônio realizado em 2002, o município tinha 3 275 habitantes.